# Anna Jochemsen
Anna Jochemsen (Manzini, 30 marzo 1985) è una sciatrice olandese paralimpica, che ha rappresentato i Paesi Bassi nello sci alpino alle Paralimpiadi invernali del 2014 e 2018 e ai Campionati mondiali, dove ha vinto una medaglia di bronzo.

## Biografia
Nata con una gamba sola dopo che sua madre, incinta di lei, ha avuto un incidente d'auto, ha iniziato a sciare negli Stati Uniti all'età di sette anni. Per migliorare le sue prestazioni su una gamba sola, nel 2005 è entrata in contatto con la squadra di sci paralimpico olandese, allenata da Falco Teitsma e Nick Elsewaerd. Ha ottenuto un master in nutrizione e salute nel 2016 all'Università di Wageningen. Risiede a Utrecht. Ho un certificato PADI (Professional Association of Diving Instructors) in immersioni subacquee.

## Carriera

### Paralimpiadi
Iniziate le gare internazionali all'età di 23 anni, Anna Jochemsen è stata la portabandiera dei Paesi Bassi alla cerimonia di chiusura dei Giochi paralimpici invernali del 2014 a Soči. Si è piazzata al 6º posto nel supergigante, al 7º posto nello slalom speciale in piedi e all'8º posto nello slalom gigante in piedi.
Quattro anni più tardi, alle Paralimpiadi di Pyeongchang 2018, in Corea del Sud, Jochemsen ha raggiunto il 6º posto nel supergigante e il 7° nello slalom speciale. Nella discesa libera e supercombinata invece non ha raggiunto risultati significativi.

### Mondiali
Ai Campionati mondiali di sci alpino paralimpico IPC del 2011 a Sestriere è risultata ottava nello slalom speciale e nello slalom gigante, categoria in piedi. Ha vinto la medaglia di bronzo nella supercombinata alpina ai 
Mondiali del 2015 a Panorama, in Canada, unica medaglia dei Paesi Bassi ai Campionati mondiali.

### Coppa Europa
Nella gara di supercombinata (superG e slalom) della Coppa Europa 2015 a Pitztal, in Austria, con 2:06.34, Anna Jochemsen ha vinto la medaglia d'argento. Più veloce di lei Andrea Rothfuss in 2:01.65; terza l'italiana Melania Corradini in 2:09.37, salita sul podio della Coppa Europa per la prima volta dal 2013.
Il podio del superG femminile è stato una copia di quello della supercombinata: gli stessi oro per Rothfuss (1:06.58), argento per Jochemsen (1:08.48) e bronzo per Corradini (1:12.24).
Nell'edizione 2016 della Coppa Europa disputata a Landgraaf, Jochemsen ha vinto due medaglie d'oro. Si è ritirata dall'attività agonistica nel 2018.

## Palmarès

### Campionati mondiali
- 1 medaglia:
  - 1 bronzo (supercombinata a Panorama 2015)

### Coppa Europa
- 2 medaglie:
  - 2 ori (Coppa Europa 2017-18)[7]
  - 2 argenti (superG e supercombinata alla Coppa Europa 2015)[9]